# Catocala agatha
Catocala agatha är en fjärilsart som beskrevs av William Beutenmüller 1907. Catocala agatha ingår i släktet Catocala och familjen nattflyn. Inga underarter finns listade i Catalogue of Life.